# اچت
اچت (به آلمانی: Acht) یک شهر در آلمان است.

## خصوصیات
اچت ۳٫۷۹ کیلومترمربع مساحت دارد ۴۳۰ متر بالاتر از سطح دریا واقع شده‌است.